# Епсилон-окіл
Епсилон-окіл ({\displaystyle \varepsilon }-окіл) множини у функціональному аналізі і суміжних дисциплінах — це така множина, кожна точка якої віддалена від даної множини менш, ніж на {\displaystyle \varepsilon }.

## Означення
- Нехай {\displaystyle (X,\varrho )} — метричний простір, {\displaystyle x_{0}\in X,} і {\displaystyle \varepsilon >0.}

{\displaystyle \varepsilon }-околом {\displaystyle x_{0}} називається множина
{\displaystyle U_{\varepsilon }(x_{0})=\{x\in X\mid \varrho (x,x_{0})<\varepsilon \}.}
- Нехай дана підмножина {\displaystyle A\subset X.} Тоді {\displaystyle \varepsilon }-околом цієї множини називається множина

{\displaystyle U_{\varepsilon }(A)=\bigcup \limits _{x\in A}U_{\varepsilon }(x).}

## Приклади
Нехай є дійсна пряма {\displaystyle \mathbb {R} } зі стандартною метрикою {\displaystyle \varrho (x,y)=|x-y|,\;x,y\in \mathbb {R} .} Тоді
- {\displaystyle U_{2}(1)=(-1,3);}
- {\displaystyle U_{1}([5,7])=(4,8).}